# Slovener i Italien

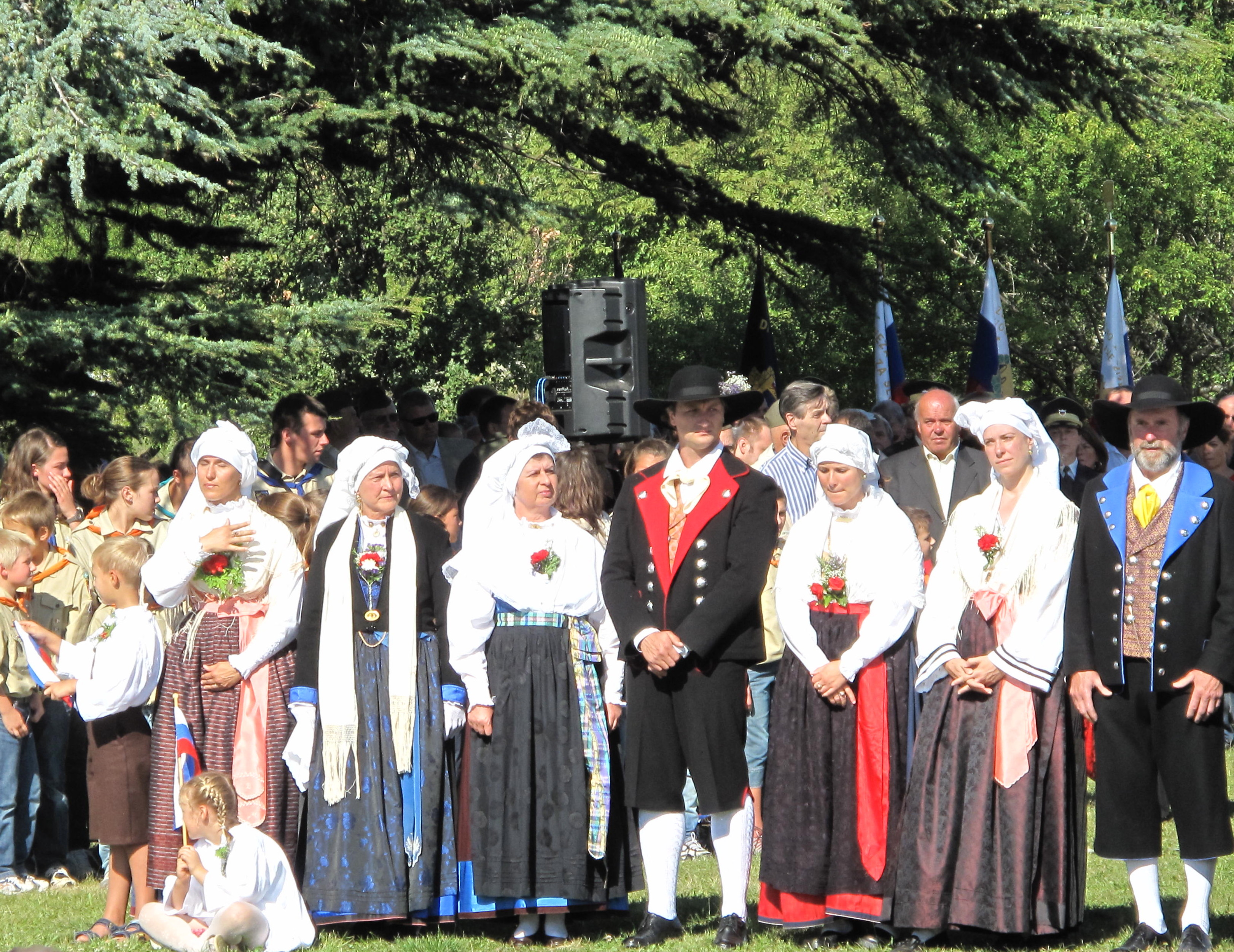
Slovener i sina folkdräkter från Basovizza (slovenska: Bazovica), på karstplatån ovan Trieste (slovenska: Trst).

Slovener i Italien är en autokton minoritet i regionen Friuli-Venezia Giulia, i Italien.

## Geografiskt område
Slovenerna i Italien brukar delas in i fem geografiska grupper: kärntniska slovener i Val Canale mellan Juliska alperna, Karniska alperna och Karawankerna, slovenerna i Val Resia i Juliska alperna, venetianska slovener i Udine-provinsen, slovenerna i staden Gorizia med omnejd, samt slovenerna i kustlandet från städerna Grado/Monfalcone till staden Trieste och på Karstplatån ovan Trieste. Slovenerna finns i tre av Friuli-Venezia Giulias fyra provinser.

## Historia
Under folkvandringstid, på 500-talet, bosatte sig slovenernas slaviskspråkiga förfäder i stora delar av Alpernas östra del och mellan 600- och 700-talen på Karstplatån, fram till Adriatiska havet i Istrien och slättlandet i Friulien .
Mellan åren 610 och 720 stred slovenerna och langobarderna om land i Friuli . Om detta står att läsa i Historia Langobardum av Paulus Diaconus. År 705 förlorade langobarderna områdena väster om floden Soča, inklusive Gorizia-höjderna och Venetianska Slovenien till slovenerna. Efter ett avgörande slag år 720, vid Lavariano på den friuliska slätten, slöts ett fredsavtal (”ägg-pakten”) som reglerade gränsen mellan det slovenska höglänta östra och langobardiska låglänta västra Friuli. Avtalet kom i stort att definiera den slovenskspråkiga västgränsen under de kommande 1200 åren .
Friulien erövrades av frankerna 774  och kom därmed att ingå i det blivande Tysk-romerska riket.
En viktig maktfaktor i det medeltida Friuli var de kyrkliga patriarkerna i Aquileia. Inom ramen för Tysk-romerska riket skapades år 1077 kyrkostaten Aquileias patriarkat . Gradvis inkluderades hela Friuli i patriarkatet och greven av Gorizia blev från 1122 patriarkatets ”Vogt” (i Tysk-romerska riket ung. motsvarande skydds- och förvaltningsfogde)  . Grevskapet Gorizia var övervägande slovenskspråkigt, men när residensstaden Gorizia växte i betydelse bosatte sig också venetianskspråkiga handelsmän och hantverkare där. För att gynna Friuliens ekonomi, hämtade patriarkerna under 1000-talets första hälft stora mängder slovenskspråkiga nybyggare från Krain och sannolikt även Kärnten till slättlandet bortom den gamla slovensk-langobardiska gränslinjen . Mot slutet av medeltiden hade dessa nybyggare assimilerats språkligen i den venetianskspråkiga majoriteten på slätten, men spår av slovenernas gamla bosättningar finns fortfarande i form av ortnamn. 
Under loppet av medeltiden växte Republiken Venedig fram som en viktig maktfaktor vid norra Adriatiska havet. Med start från 900-talet, slöt republiken handels- och försvarspakter med majoriteten av städerna i Istrien, medan Trieste vägrade sätta sig i beroendeställning, uppbackad av Aquileias patriarkat och grevarna av Gorizia . Stadsbefolkningen i Istrien hade bevarat sitt ”latiniserade” språk sedan Romerska riket och slovenerna som bosatt sig innanför stadsmurarna hade antagit språket . Den intensifierade kontakten med Venedig och inflyttningen av venetianska hantverkare, handels- och ämbetsmän från och med medeltiden gjorde, dock, att venetianska med tiden blev lingua franca i regionens kuststäder, medan befolkningen utanför städernas murar i norra Istrien och längs kusten mellan Trieste och Monfalcone/Grado till övervägande delen fortsatt var slovenskspråkig fram till 1900-talets första hälft.
Maktspelet i regionen under de kommande seklen kom att splittra slovenerna i flera stater. 
Aquileias patriarkat invaderades och upplöstes år 1420 av Republiken Venedig . Greveskapet Gorizia föll, men återupprättades nio år senare och blev från år 1500 knutet till Habsburgska monarkin . Staden Trieste hade redan år 1382 frivilligt anslutit sig till Krain i Habsburgska monarkin och hade fortsatt en relativ autonomi inom monarkin, på grund av sin viktiga funktion som hamnstad . 
Under det venetianska styret hade slovenerna i nuvarande Udine-provinsen (Venedigs dåvarande Domini di Terraferma) full autonomi, med egen lagstiftning och rättsväsende, något som upphävdes vid den Habsburgska monarkins erövring av Venedig år 1797, men som delvis återupprättades i ny form av Napoleon I år 1805, när området erövrades av Frankrike från Österrike . Österrike återtog området år 1816, bibehöll i stort den franska förvaltningsmodellen, men avvecklade alla kvarvarande strukturer från slovenernas tidigare autonomi.
I det preussisk-österrikiska kriget år 1866, erövrade Kungariket Italien Veneto och Udine-provinsen, med delar av Juliska alperna, i Friuli från Habsburgska monarkin . Därmed hamnade slovenerna i Udine-provinsen och Val Resia i Italien. I första världskriget annekterade Italien ytterligare fler områden med slovensk befolkning från Habsburgska monarkin. Enligt Londonfördraget som i hemlighet slutits 1915 mellan Italien och ententen, skulle Italien få resterande del av västra Juliska alperna med Val Canale, österrikiska kustlandet (vilket omfattade Gorizia- och Trieste-områdena och Istrien), samt delar av Krain . Vid krigsslutet år 1919 slöts fredsfördraget Freden i Saint Germain som föreskrev hur dubbelmonarkin Österrike-Ungern skulle upplösas . Fördraget innebar att slovenerna splittrades i fyra stater: Österrike, Italien, Ungern och det nybildade kungariket Jugoslavien. Eftersom Jugoslavien inte var en part i Londonfördraget och mer än hälften av befolkningen i de områden Italien annekterat i Friuli, Krain och Istrien var slaviskspråkig (slovener i Friuli, Krain och Istrien; kroater i Istrien), uppstod behov av en kompromiss mellan Jugoslavien och Italien. Kompromissen reglerades år 1920 i första Rapallofördraget och var helt till Italiens fördel, i praktiken enligt Londonfördragets ursprungliga villkor gällande de aktuella geografiska områdena . 
Runt 327 000 av totalt ca. 1,5 miljoner slovener vid tidpunkten Rapallofördraget hamnade i Italien, utan något lagstadgat minoritetsskydds . I flera av de annekterade områdena utgjorde slovenerna en betydande andel av befolkningen (se tabell med statistik från sista österrikiska folkräkningen 1910 i Trieste- och Gorizia-provinserna).
| Ort/förvaltningsenhet                                                           | Italienare (% av befolkningen) | Slovener (% av befolkningen) | Tyskar (% av befolkningen) | Övriga (Huvudsakligen utan medborgarskap i den Habsburgska monarkin) (% av befolkningen) |
| ------------------------------------------------------------------------------- | ------------------------------ | ---------------------------- | -------------------------- | ---------------------------------------------------------------------------------------- |
| Trieste, stadskärnan                                                            | 59,5                           | 12,6                         | 6,0                        | 21,9                                                                                     |
| Trieste, förorter                                                               | 38,1                           | 47,6                         | 3,6                        | 10,6                                                                                     |
| Trieste, södra karstplatån och orterna längs kusten från Trieste till San Croce | 6,0                            | 91,4                         | 1,3                        | 1,3                                                                                      |
| Nabresina                                                                       | 9,7                            | 78,5                         | 1,9                        | 9,9                                                                                      |
| Mavhinje, norra karstplatån och kustorten Sistiana                              | 2,7                            | 82,8                         | 1,0                        | 13,4                                                                                     |
| Duino                                                                           | 12,4                           | 82,0                         | 0,3                        | 5,3                                                                                      |
| Monfalcones kommun                                                              | 86,6                           | 3,2                          | 0,4                        | 9,7                                                                                      |
| Gorizia, stadskärnan                                                            | 47,8                           | 34,8                         | 10,4                       | 7,0                                                                                      |
| Gorizia greveskapet med Gradisca d’Isonzo och Cormons                           | 34,6                           | 59,3                         | 1,7                        | 4,4                                                                                      |
| Kanaltal                                                                        | 0,1                            | 20,1                         | 73,3                       | 6,5                                                                                      |

.

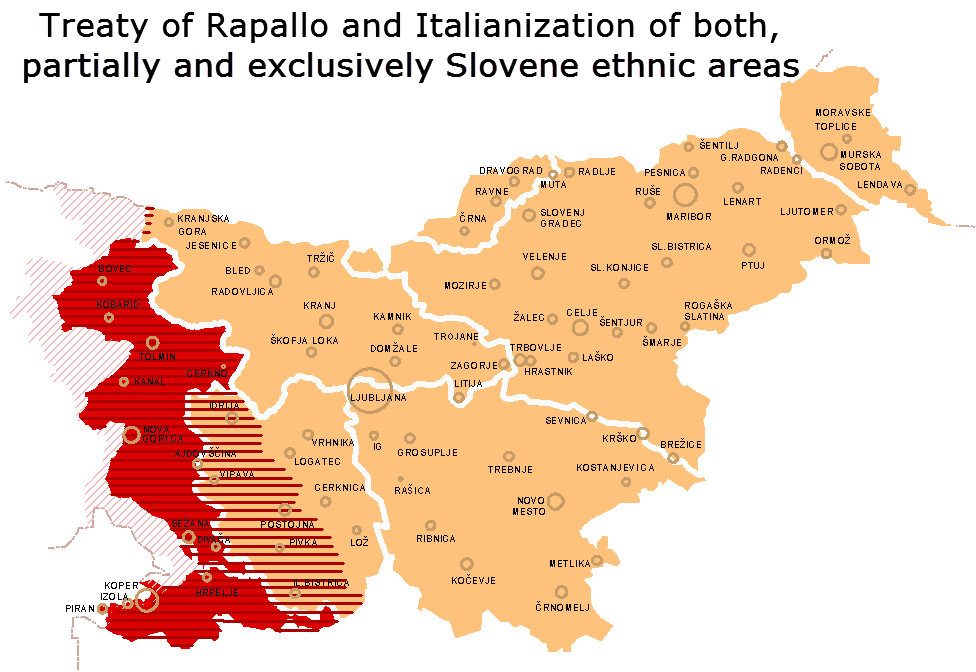
Slovenerna i streckade områdena på kartan utsattes för "italiseringsprogrammet". De vågrätt streckade områdena återbördades till Slovenien efter andra världskriget. De diagonalt streckade områdena är kvar i Italien. Etniskt blandade områden fanns i stadszonen runt städerna Koper, Isola och Piran vid den nuvarande slovenska kusten, i Triestes och Gorizias stadskärnor, samt i Udine-provinsen. Val Canale hade en slovensk och tysk befolkning

Redan innan Rapallofördraget hade antagits, började de italienska myndigheterna begränsa användningen av slovenska i de annekterade områdena. Efter fascisternas makttagande 1922 i Italien, systematiserades särbehandlingen av slovener. Mellan 1918 och 1928 förbjöds/stängdes 488 grundskolor, runt 400 civilsamhällesorganisationer och bibliotek, tre politiska partier, 31 tidningar, samt runt 300 kooperativ och banker knutna till den slovenska befolkningen  Enbart italienska fick användas i skolorna, slovenska förbjöds i alla publika sammanhang, slovener fick inte anställas i den offentliga förvaltningen och slovenska intellektuella/publika personer uppmuntrades att emigrera från landet . Alla geografiska namn med slovenskt ursprung i regionen ”italiserades”. År 1926 startade, dessutom, ett offentligt och lagstadgat ”italiseringsprogram” för personer, så att slovenska, tyska och kroatiska personnamn i de annekterade områdena kunde ”italiseras”, med motiveringen att namnen återfördes till sin ursprungliga italienska form . Det fanns inget undantag förnamn. Som en följd av detta har de flesta slovenerna i Italien idag italienska namn.
Som svar på det fascistiska förtrycket, bildades år 1927 den militanta slovensk-kroatiska motståndsrörelsen TIGR (av initialerna för Trieste, Istrien, Gorizia och Rijeka). Från och med 1929 och fram till fascismens fall under andra världskriget, genomförde TIGR ofta sabotage och terrordåd mot fascistregimen och dess ekonomiska intressen . År 1941 invaderade, dessutom, Italien Jugoslavien som under samtidig attack från Tyskland snabbt tvingades kapitulera. Italien annekterad området fram till den slovenska huvudstaden Ljubljana och skapade Lubiana-provinsen. Mellan 1941 och fram till Italiens kapitulation 1943, hade Italien runt 700 000 slovener inom sina gränser, vilket var halva den slovenska nationen vid tidpunkten .
Fascistregimen föraktade de slaviskspråkiga i de ockuperade områdena. Detta tog sig uttryck i ord (hets mot folkgrupp (för citat av italienska politiker, ämbetsmän och militärer, inklusive av Mussolini själv, se referenserna))  och handling. Enligt italienska källor, hamnade runt 30 000 slovener (män, kvinnor och barn) i italienska koncentrationsläger och arbetsläger .
När Titos partisaner tog kontroll över Istrien 1943, avrättades efter summariska rättegångar mellan 500 och 700 personer, främst italienare som ansågs ha kopplingar till fascistregimen, och dumpades ofta i grottschakt och doliner (italienska: foibe) . Med stöd av tyska armen, gjorde de italienska svartskjortorna en motoffensiv senare samma år och dödade runt 13 000 slaviskspråkiga (slovenska och kroatiska) partisaner och civila i Friuli Venezia Gulia och Istrien . Vid krigsslutet 1945, genomförde Titos partisaner på nytt omfattande utrensningar bland personer (italienare, tyskar, slovener och kroater) som ansågs ha haft samröre med fascisterna eller nazisterna, eller på annat vis var obekväma för kommunistregimen. Antalet avrättade är inte helt känt, men 4 000 – 5 000 sägs vara troliga siffror enligt de källor som Cresciana som citerar , medan vissa andra italienska källor uppger att upp till 16 500 avrättades. Detta satte skräck i den italienska civilbefolkningen i Istrien och italienska historiker har ofta hävdat att de sk. foibe-avrättningarna var orsaken till den stora utflyttningen av italienskspråkiga civila från Istrien, vilken egentligen först skedde efter 1954, när Istrien definitivt tillföll Jugoslavien, genom den viljeförklaring mellan Jugoslavien och Italien som sedan fastställdes i Osimoavtalet . 
Mot att Jugoslavien enligt Osimoavtalet fick hela Istrien, med en stor kroatiskt befolkning, släppte Jugoslavien sina territoriella anspråk på områden med slovensk befolkning i Trieste-, Gorizia- och Udine-provinserna. 
De tagiska händelserna under mellankrigstiden, andra världskriget och vid krigsslutet har orsakat djupa ärr hos slovenerna, kroaterna och italienarna, vilket har försvårat objektiva utredningar om vad som skedde och varför och därmed normaliseringen av relationerna mellan nationerna .

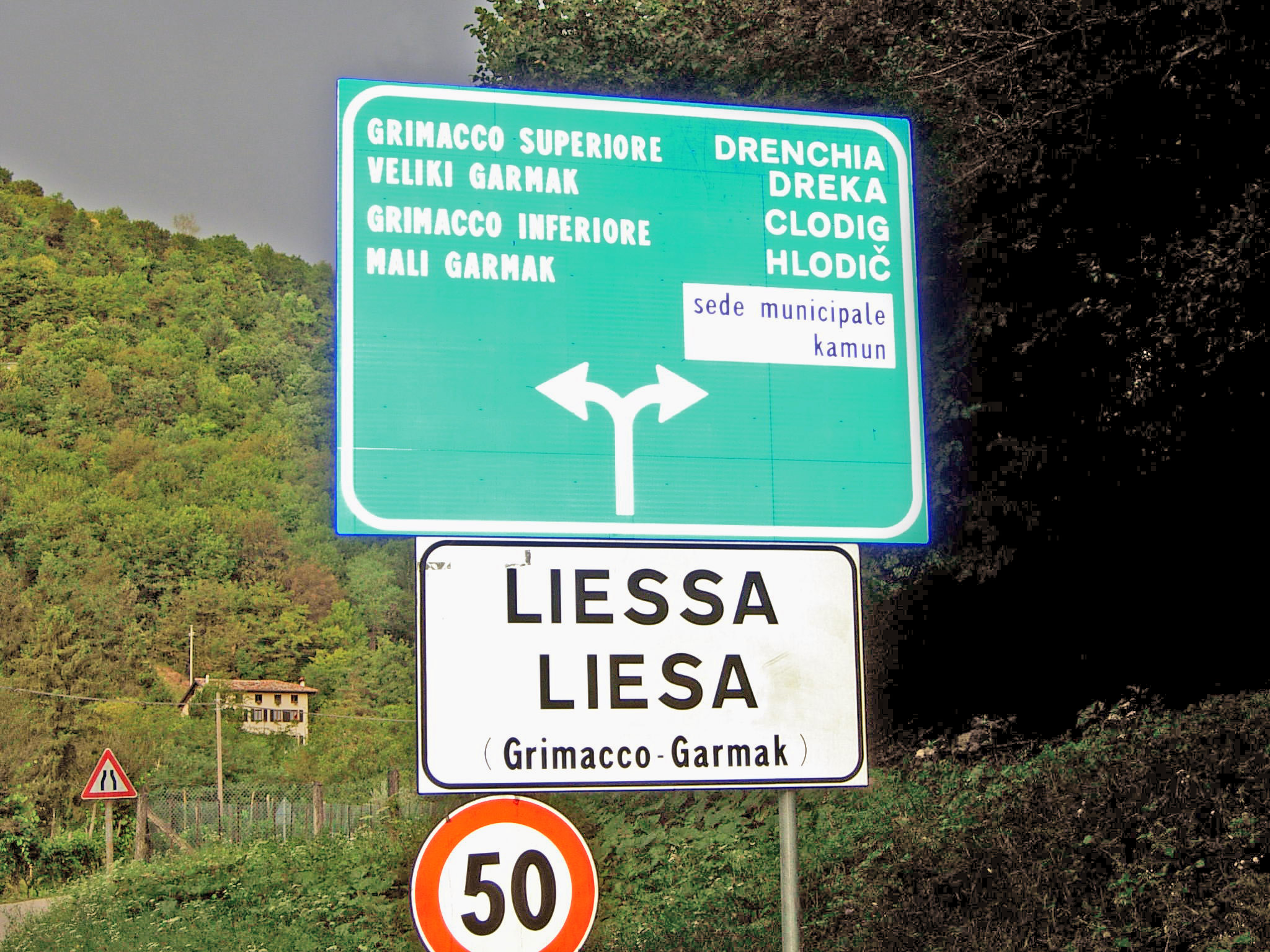
Tvåspråkiga (italienska och slovenska) ortsskyltar i Udine-provinsen.

Efter 1945 började den diskriminerande lagstiftningen mot slovener, tyskar och andra minoriteter i Italien långsamt luckras upp. Från och med 1945 är slovenska skolor med slovenska som undervisningsspråk tillåtna i Trieste- och Gorizia-provinserna, ett slovenskt politiskt parti är aktivt igen, radiosändningar på slovenska via RAI tillåts sedan 1945, från och med 1975 sänds TV-program på slovenska i Friuli Venezia och Giulia och 1981 höjdes det statliga stödet till dagstidningar på slovenska, tyska, franska och ladin . Dock skulle det dröja ända till 2001 innan slovenerna erkändes som en officiell minoritet och fick ett lagstadgat skydd i Friuli Venezia Giulia .
Under decennier av ogynnsamma förhållanden för det slovenska språket i Italien, har antalet talare kraftigt minskat. Den första officiella italienska folkräkningen 1921 visade att det då fanns 271 305 slovener i Friuli Venezia Giulia . Det saknas konsensus kring hur stor den slovenskspråkiga minoriteten i Italien är idag. Enligt en undersökning 2002 talar fortfarande över 100 000 personer i Friuli Venezia Giulia slovenska, medan runt 183 000 förstår språket . Officiella italienska siffror är lägre. En folkräkning 1971 visade att det fanns ca. 80 000 slovenskspråkiga kvar .